# 井保三兎
井保 三兎（いほ さんと、1975年6月6日 - ）は、日本の劇作家、役者、演出家。滋賀県高島市出身。
滋賀県立高島高等学校、桃山学院大学卒業。「劇団21世紀FOX」に所属した後、劇団「演劇制作体V-NET」を小金丸大和と共に旗揚げ。また、劇団「ラビット番長」の主宰でもある。日本劇作家協会所属。
訪問介護員養成研修2級課程修了資格(ヘルパー2級)を持っており、介護士として在宅介護7年、特別養護老人ホームで3年勤務した経験を元に2010年から特別養護老人ホームを舞台にした「ギンノキヲク」シリーズを上演し続けている。

## 来歴
滋賀県高島市出身。高島高等学校在学中、高校演劇近畿大会に出場。桃山学院大学では演劇サークルに在籍。関西地区の劇団に数多く客演。
卒業後は関西でテレビ、ラジオ等の活動を始めたが、一念発起し上京。
2000年、「劇団21世紀FOX研修所」在学中、同研修所試演会で在学生としては異例の作・演出で「もういいかい まあだだよ」を恵比寿・エコー劇場にて上演。
後に、この作品は井保三兎の代表作となり「現代制作舎」や「マネ協 第1回プロデュース公演」等でも度々再演されている。
2001年、小金丸大和と共に「演劇制作体V-NET」を結成。同年8月、旗揚げ公演「翔」をアイビット目白にて上演。
以降、定期的に本公演を行なっている。その他にも2ヶ月に1度のアトリエ公演等、活動している。
2006年10月、主宰で演劇ユニット「ラビット番長」を旗揚げ。
以降、ラビット番長では年２回、井保三兎の書き下ろし作品を上演している。
代表作『きみとぼくのあしあと』は、滋賀県高島市主催「びわこ全国青少年演劇祭」に出場。 
同作品は2009年、池袋の劇場・シアターグリーン主催の演劇祭「グリーンフェスタ2009」にて“BASE THEATER賞”を受賞した。
2008年、高島市で上演された市民劇「中江藤樹生誕400年記念市民劇『藤の樹と風と－中江藤樹物語－』」に参加する等、客演も積極的に行なっている。
2010年9月、ラビット番長の第9回公演「ギンノキヲク」で、
第22回池袋演劇祭【大賞】を受賞。
2011年9月、第11回公演「消える魔球」 にて第23回池袋演劇祭【大賞】受賞。史上初の2年連続大賞受賞団体となった。
2012年10月、水島裕プロデュース公演「BLIND THEATER」に作・演出で参加。
2013年2月、第15回公演「ギンノキヲク2」でグリーンフェスタ2013「BASE THEATER賞」受賞。
2013年9月、第17回公演「ギンノキヲク3」で第25回池袋演劇祭【豊島区民賞】を受賞。
2014年9月、第20回公演「ギンノキヲク FINAL」 で第26回池袋演劇祭【優秀賞】＆【CM大会 優秀賞】を受賞。
代表作『ギンノキヲク』シリーズは全４作品、すべてが演劇賞を受賞した。
2014年2月、第18回公演「天召し～テンメシ～」ではそれまでの介護物作品とは一変。そしてグリーンフェスタ2014【GREEN FESTA賞】を受賞。
ラビット番長は池袋演劇界において、代表的な団体の一角となっている。
また、色々な場所でワークショップ講師としても活躍中。
自らの団体「ラビット番長」では、ワークショップ「井保ゼミ」を開講。卒業時には毎回アトリエ公演ながら300名程の観客動員数があり、成功を収めている。
舞台の仕事の関係で声優や俳優との親交が深く、「ラビット番長」では肝付兼太、柴田時江、田野聖子、乃下未帆(VIC:CESS)、山本正剛(BAN BAN BAN)、千代將太、木田健太、吉村和紘、出口亜梨沙、石橋陽彩などが出演している。また、「BLIND THEATER」では水島裕、坂口候一ら、「演劇制作体V-NET」では齋藤彩夏、百々麻子、茅原実里らとも親交がある。ラビット番長の公演フライヤーのイラストは松本渚(漫画「将棋めし」作者)が描いている。

## 作品

### 主な受賞歴
- 2009年1月　第5回公演｢きみとぼくのあしあと｣ グリーンフェスタ２００９【BASE THEATER賞】
- 2010年9月　第9回公演「ギンノキヲク」 第22回池袋演劇祭【大賞】
- 2011年9月　第11回公演「消える魔球」 第23回池袋演劇祭【大賞】
- 2013年2月　第15回公演｢ギンノキヲク２｣ グリーンフェスタ２０１３【BASE THEATER賞】
- 2013年9月　第27回公演「ギンノキヲク３」 第25回池袋演劇祭【豊島区長賞】＆【CM大会 審査員特別賞】
- 2014年2月　第18回公演「天召し-テンメシ-」 グリーンフェスタ２０１４【GREEN FESTA賞】
- 2014年9月　第20回公演「ギンノキヲク FINAL」 第26回池袋演劇祭【優秀賞】＆【CM大会 優秀賞】
- 2016年3月　第24回公演「成り果て」 グリーンフェスタ２０１６【GREEN FESTA賞】
- 2016年9月　第25回公演「天召し-テンメシ-」（再演） 第28回池袋演劇祭【優秀賞】
- 2017年9月　第29回公演「成り果て」（再演） 第29回池袋演劇祭【大賞】

### 舞台
- ラビット番長　本公演

- 演劇制作体V-NET　本公演

#### 【その他】
- 第1回マネ協プロデュース公演「もういいかい まあだだよ」　原作[3]　（劇場：シアターVアカサカ）
- 水島裕プロデュース公演「BLIND THEATER」　演出　（劇場：ONE'S STUDIO）
- 演劇ユニットランニング公演 「私のひまわり」脚本・演出　（劇場：明石スタジオ）
- 演劇ユニットランニング第五回本公演「片恋。」／ザムザ阿佐谷提携公演　出演　 （劇場：ザムザ阿佐谷）
- 中江藤樹生誕400年記念市民劇「藤の樹と風と－中江藤樹物語－」出演 　（劇場：藤樹の里文化芸術会館）
- 萬屋錦之助一座「ざ☆よろきん」新春三館同時公演「汚泥河童」演出　（劇場：シアターグリーン BASE THEATER）
- 片肌☆倶利伽羅紋紋一座「ざ☆くりもん」第十二回本公演 「晒場慕情～恋慕の木遣り唄～」演出　（劇場：シアターグリーン BASE THEATER）
- 片肌☆倶利伽羅紋紋一座「ざ☆くりもん」第十三回本公演 「振袖大火～吉原木遣り唄」演出　（劇場：シアターグリーン  BIG TREE THEATER）
- 片肌☆倶利伽羅紋紋一座「ざ☆くりもん」2016年 新春三館同時本公演 「人情寄場」演出　（劇場：シアターグリーン BASE THEATER）
- LEVELS公演「You Can Still Rock in Hospital Room」　脚本・出演　（劇場：下北沢シアター711）
- ACT GAME　第二回戦「赤と青」脚本／井保三兎（ラビット番長）　演出／桐野翼（天才劇団バカバッカ）　（劇場：シアターシャイン）
- ACT GAME　第四回戦「はてさて」脚本／井保三兎（ラビット番長)　演出／谷碧仁（劇団時間制作）　（劇場：シアターシャイン）
- ACT GAME　第五回戦「母に酷」脚本／谷碧仁（劇団時間制作）　演出／井保三兎（ラビット番長）　（劇場：上野ストアハウス）

ほか